# Borodino (oblast d'Odessa)
Pour les articles homonymes, voir Borodino.
 (décembre 2023).
Si vous disposez d'ouvrages ou d'articles de référence ou si vous connaissez des sites web de qualité traitant du thème abordé ici, merci de compléter l'article en donnant les références utiles à sa vérifiabilité et en les liant à la section « Notes et références ».
Borodino (en ukrainien : Бородіно, en russe : Бородино ; en roumain : Borodina, en allemand : Borodino) est une commune urbaine de l'oblast d'Odessa, en Ukraine. Sa population s'élevait à 1 509 habitants en 2021.

## Géographie
Borodino est arrosée par la petite rivière Seaca (« à sec » en moldave), en ukrainien Saka, et se trouve à la limite septentrionale de la steppe pontique du Boudjak. Elle est située à 108 km à l'ouest d'Odessa et à 7 km de Taroutyne, centre administratif du raïon dont elle dépend.

## Histoire
Borodino fut créé en 1814 comme le village no 1 de colonisation allemande en Bessarabie. Le tsar Alexandre Ier avait favorisé, en 1813, l'installation de colons allemands dans cette région enlevée à la principauté de Moldavie à la suite des victoires russes sur l'Empire ottoman en 1812. L'artisan de cette annexion est un émigré français : Alexandre Louis Andrault de Langeron. Le village fut tout d'abord nommé Secou (« le sec » en moldave), dérivé du nom de la rivière Seaca qui l'arrose de novembre à juin (l'été, elle disparaît), puis porta le nom de l'empereur, Alexandrovsk. Toutefois, suivant les instructions officielles de l'empereur concernant les nouvelles localités, elle reçut le nom d'une bataille victorieuse contre Napoléon. La « bataille de Borodino » est le nom russe de la bataille de la Moskova (7 septembre 1812), considérée comme une victoire tactique par les Français, mais comme une victoire stratégique par les Russes. Jusqu'en 1917, Borodino fit partie, comme toute la Bessarabie, de l'Empire russe. Pendant la Première Guerre mondiale, elle fit partie de la République démocratique moldave qui s'unit à la Roumanie. La plupart des habitants de Borodino étaient alors toujours d'origine allemande et la localité comptait environ 3 000 habitants en 1940, lorsqu'en application du protocole secret du pacte Molotov-Ribbentrop, les Allemands de Bessarabie furent transférés de force en Pologne occupée. Borodino devint une première fois soviétique en 1940-1941, puis une seconde fois à partir de 1944. Elle fut progressivement repeuplée par des Ukrainiens. Borodino accéda au statut de commune urbaine en 1961. Depuis 1991, elle fait partie de l'Ukraine indépendante.

## Population
Recensements (*) ou estimations de la population :
| 1959* | 1970* | 1979* | 1989* | 2001* | 2011  | 2012  |
| ----- | ----- | ----- | ----- | ----- | ----- | ----- |
| 2 171 | 2 346 | 2 226 | 1 965 | 1 826 | 1 661 | 1 631 |

| 2013  | 2014  | 2015  | 2016  | 2017  | 2018  | 2019  |
| ----- | ----- | ----- | ----- | ----- | ----- | ----- |
| 1 639 | 1 633 | 1 618 | 1 597 | 1 584 | 1 578 | 1 545 |

| 2021  | - | - | - | - | - | - |
| ----- | - | - | - | - | - | - |
| 1 509 | - | - | - | - | - | - |

## Transports
Borodino se trouve à 12 km de la gare ferroviaire de Berezyne (dont le nom évoque une autre victoire russe sur Napoléon : celle de la Bérézina). 